# Сергєєв Володимир Ігорович
Володи́мир І́горович Сергє́єв (27 квітня 1993 — 6 липня 2016) — старший солдат Збройних сил України, учасник російсько-української війни.

## Життєпис
Народився 1993 року в місті Обухів (Київська область) у родині лікарів; мама, Наталія Степанівна — кардіолог. Закінчив Обухівську ЗОШ № 3 — ліцей. 2008 року вступив до Національного авіаційного університету, проте через рік вирішив покинути навчання та пройти строкову військову службу. Служив у підрозділі зенітно-ракетних військ Повітряних сил ЗСУ, дислокованому в Одесі, до жовтня 2011 року. Потому жив у рідному місті. Працював у ПАТ «Київський картонно-паперовий комбінат» — вантажником, розмелювачем картону.
17 липня 2015 року мобілізований, після проходження підготовки на Львівщині зарахований у 81-шу бригаду снайпером; командир відділення 3-ї роти 122-го окремого аеромобільного батальйону. У телефонних розмовах з рідними не повідомляв, де перебуває. Згодом у мережі з'явилися відео, на яких Володимир утримує з побратимами бойові позиції та веде перестрілку з ворожими силами.
6 липня 2016-го пополудні в промзоні Авдіївки під час обстрілу, який вели терористи, міна 120-мм калібру залетіла у бліндаж, загинули двоє бійців — Володимир Сергєєв і солдат Олег Лисевич, ще 3 вояки зазнали поранень. Володимир потрапив під завал, осколок стрільня не пробив бронежилет наскрізь, однак боєць зазнав травми голови, обох рук і ніг та живота; помер у лікарні.
8 липня 2016 року похований в Обухові; люди проводжали, стоячи на колінах.
Без Володимира лишилися батьки та сестра. Мама згодом бачила смерть сина — камера зафіксувала останні секунди життя Володимира.

## Нагороди та вшанування
- указом Президента України № 511/2016 від 19 листопада 2016 року «за особисту мужність і високий професіоналізм, виявлені у захисті державного суверенітету та територіальної цілісності України, вірність військовій присязі» — нагороджений орденом «За мужність» III ступеня (посмертно)[1]
- відзнакою «За оборону рідної держави» (посмертно)
- 23 серпня 2016 року в Обухові відбулося урочисте відкриття меморіальних дошок на честь вшанування пам'яті Бакки Олексія, Рачинського Олександра Григоровича, Олега Тимка, Володимира Сергеєва.